# Часовни Крестного пути Жямайчю Калварии

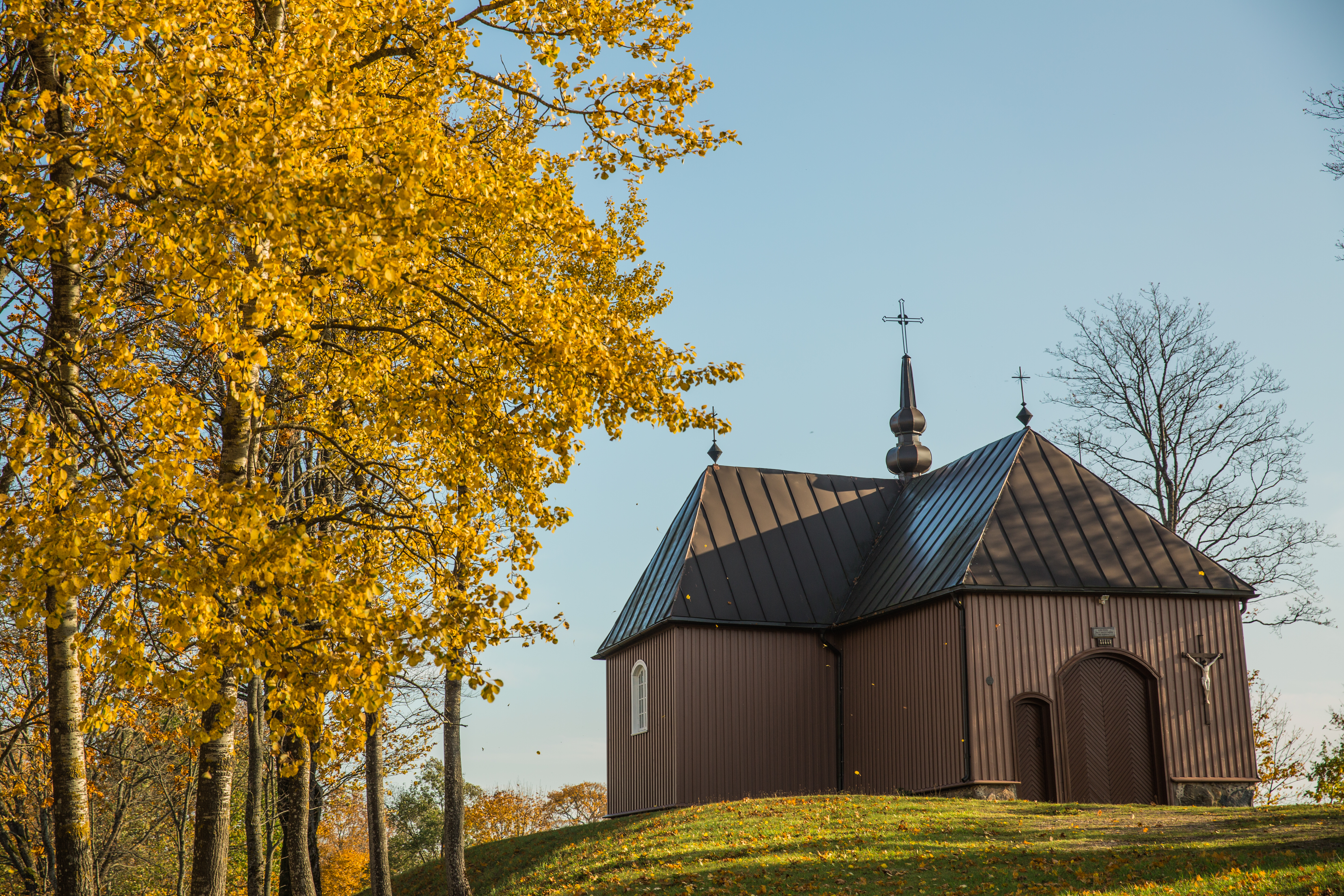

В Жямайчю Калварии возведено 19 часовен, символизирующих страдания Иисуса Христа на Крестном пути. Между ними проложена предназначенная для верующих дорога протяженностью 7 км. Этот путь верующие проходят с молитвами и специальными песнопениями.

## Архитектура
Часовни, расположенные на холмистой территории города, являются образцом народной архитектуры, гармонично вписавшейся в местный ландшафт, их интерьер украшает монументальная настенная орнаментальная живопись. Точная дата возведения всех часовен неизвестна, но в период с XVII до XX в. сохранились их аутентичные формы. Жестяная четырехскатная кровля завершается металлическим крестом. Тринадцать часовен деревянные.
Главной считается самая большая из них, символизирующая страдания и смерть Иисуса на кресте. Эта часовня – образец незамысловатой народной архитектуры деревянных храмов Жямайтии. На задней стене часовни закреплено распятие, за которым по всем пяти стенам апсиды расписана сцена событий, связанных с распятием Иисуса Христа. Роспись стен около 1906–1911 гг. выполнена жившим в Алседжяй мастером по изготовлению резных изображений святых (девдербис) Казимерасом Варнялисом.
Другая знаковая часовня – «В ратуше» – находится на старом кладбище Жямайчю Калварии. После уничтожившего костел пожара здесь проходили службы, а в годы запрета на печать был оборудован тайник, в котором прятали литовские издания.
Холмистый ландшафт Жямайчю Калварии символически должен был напоминать пейзаж Иерусалима. Епископ Юрий Тышкевич даже хотел назвать городок Новым Иерусалимом, но этот топоним не прижился.

## Часовни и стояния (остановки) Крестного пути Жямайчю Калварии
I. «Тайная вечеря»
II. «Иисус прощается с Марией»

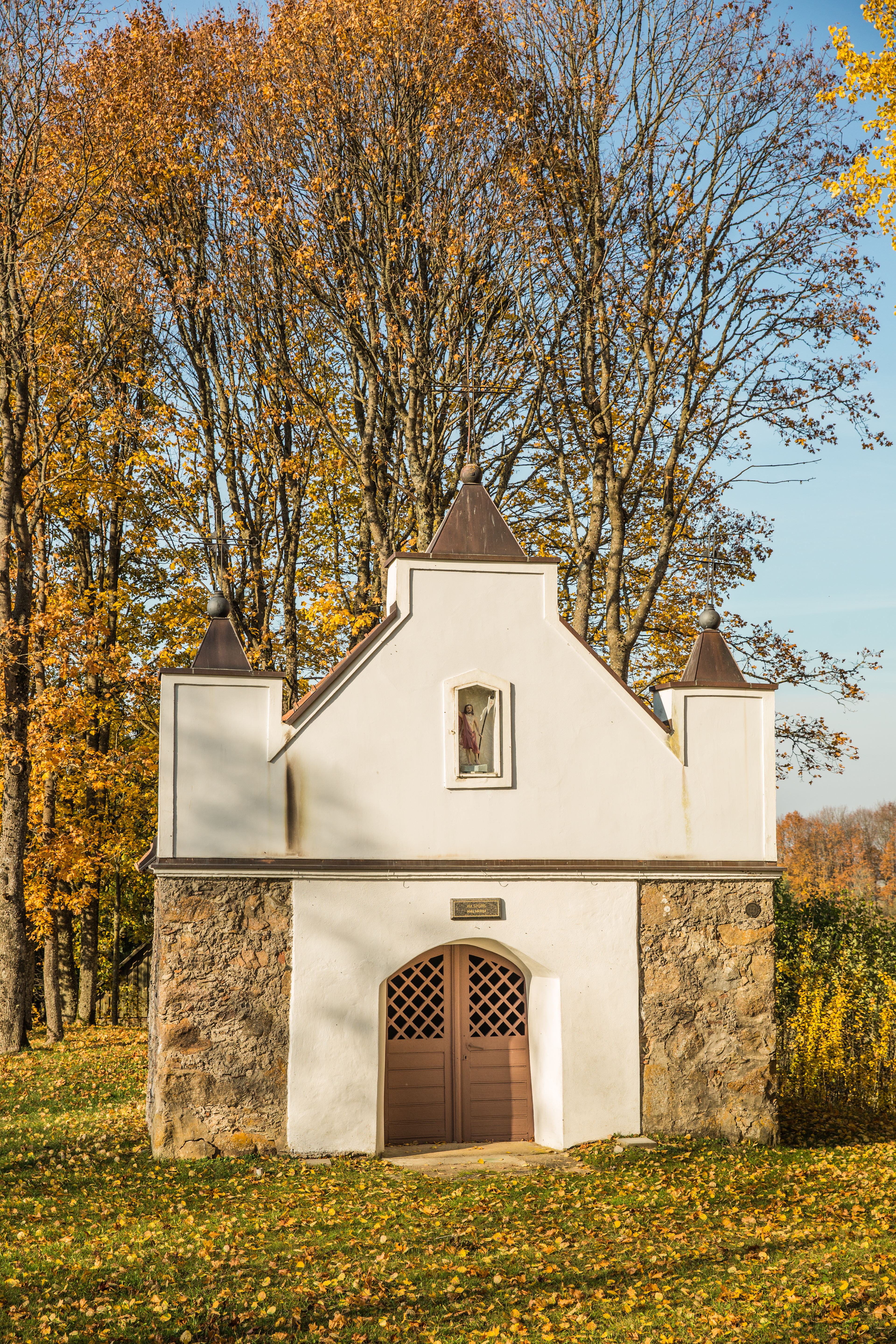

III. «Иисус молится в Гефсиманском саду»
IV. «Арест Иисуса Христа»
V. «У реки Кедрон»
VI. «У Анны»
VII–VIII. «У Каиафы» и «В тюрьме»
IX. «У Пилата»
X. «У Ирода»
XI. «В ратуше»
XII. «Иисус встречает свою Мать»
XIII. «Иисус встречает святую Веронику»
XIV. «У городских ворот»
XV. «Симон Киринеянин помогает Иисусу нести крест»
XVI. «III падение»
XVII. «Иисуса лишают одежды»
XVIII. «Страдания и смерть Иисуса на кресте»
XIX. «Положение Иисуса во гроб»
XX. «Обретение Святого Креста»

## Галерея

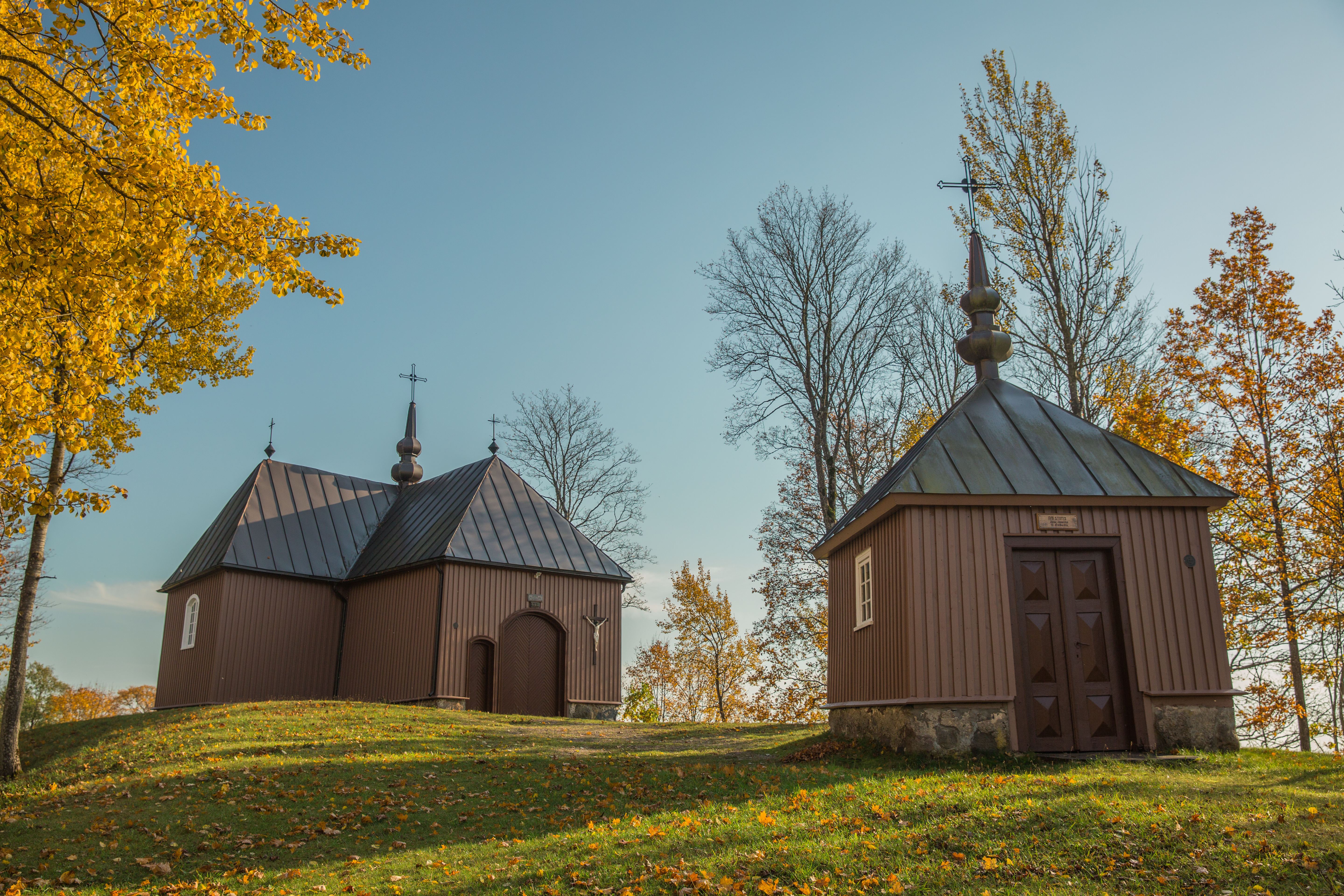
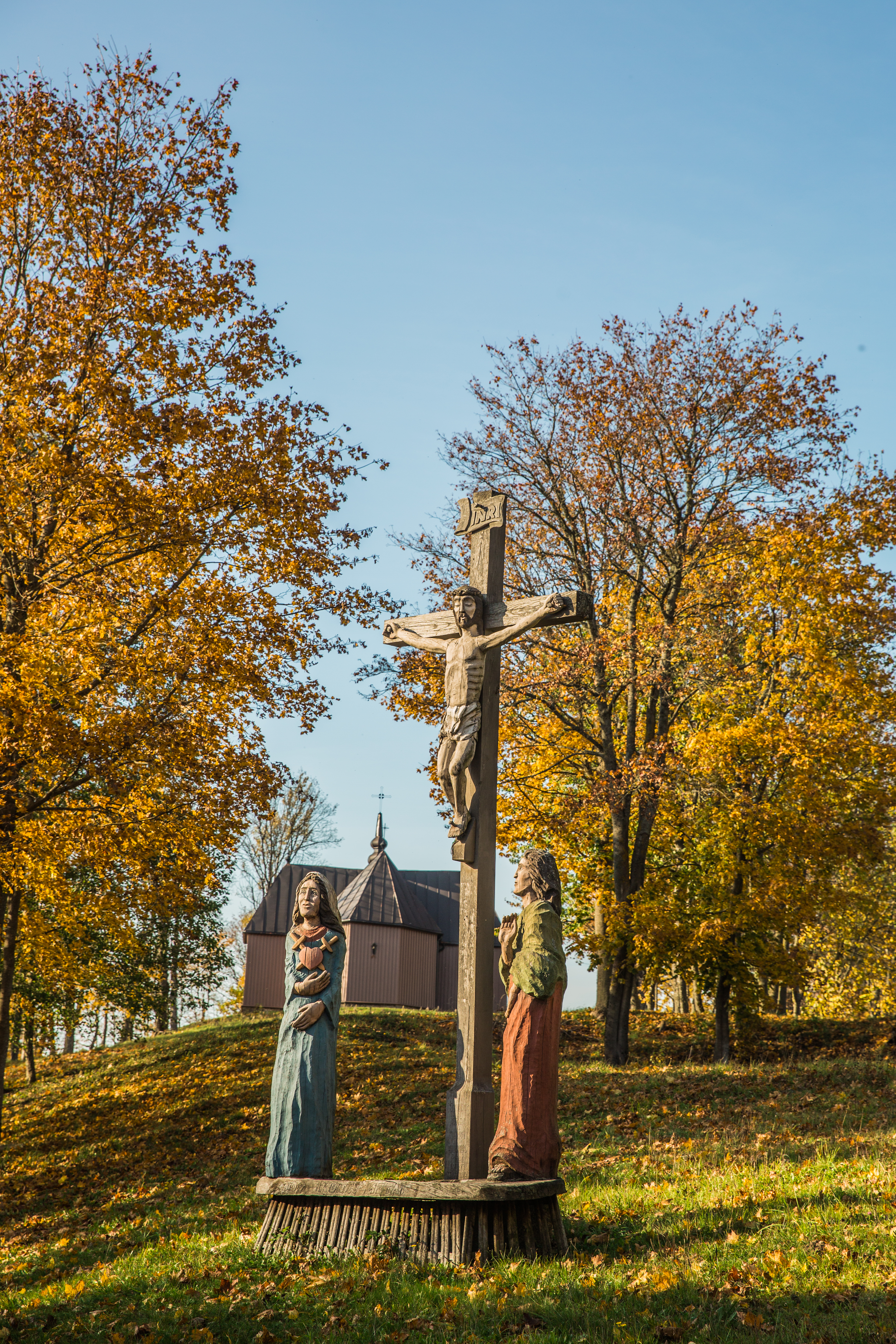
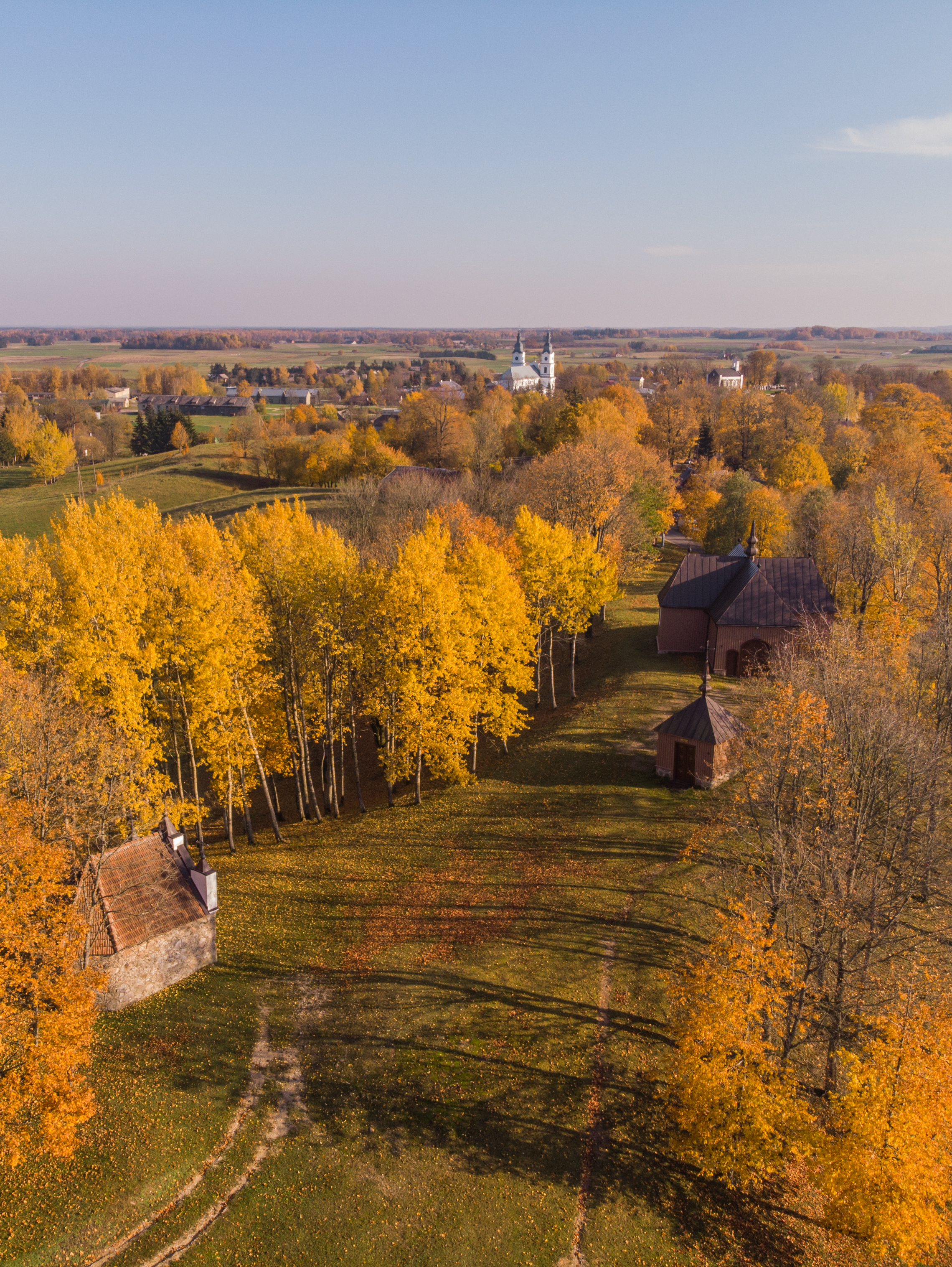
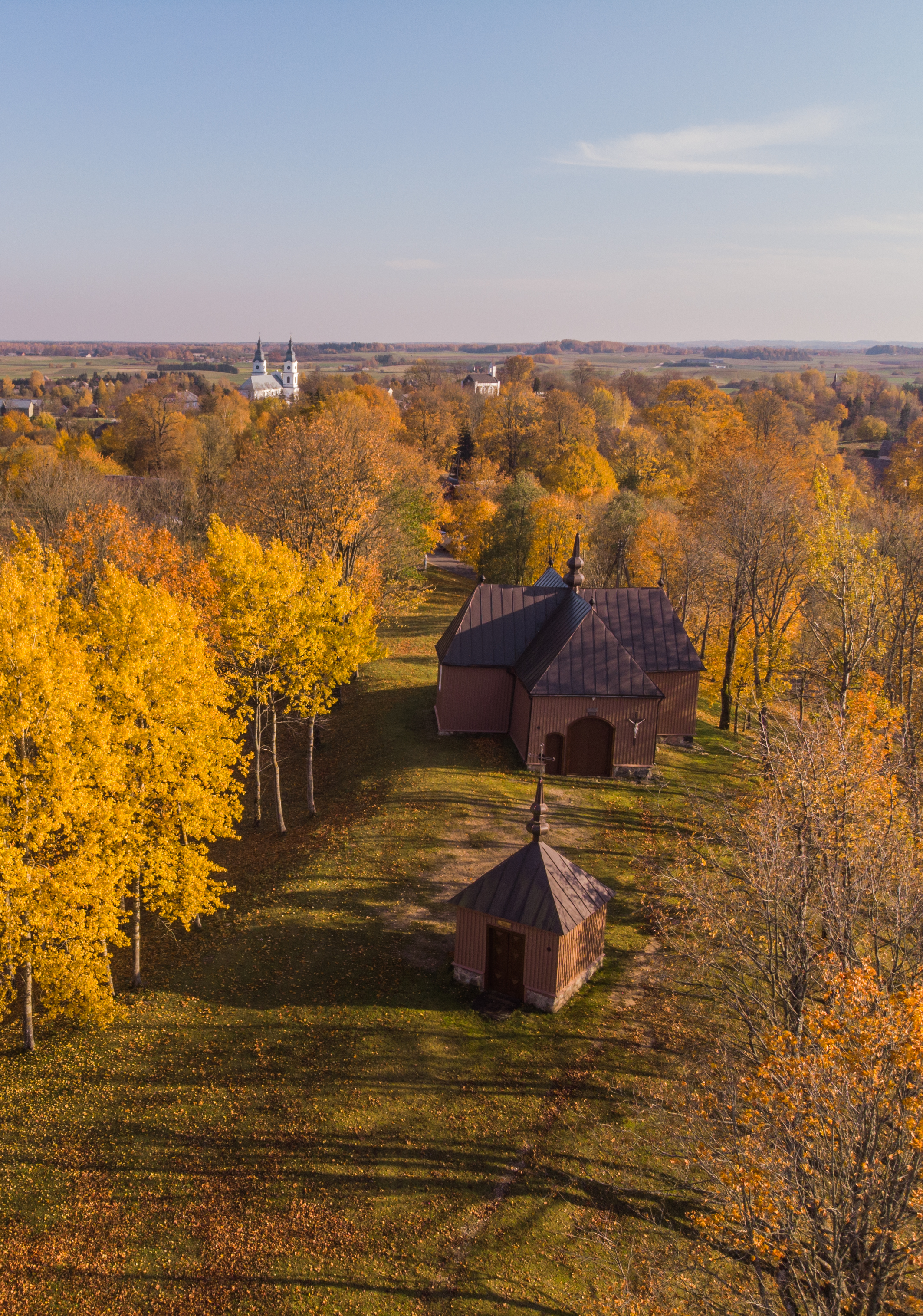